# Asellaria caulleryi
Asellaria caulleryi är en svampart som beskrevs av R.A. Poiss. 1932. Asellaria caulleryi ingår i släktet Asellaria och familjen Asellariaceae.   Inga underarter finns listade i Catalogue of Life.